# Ted Furey
Ted Furey was een Ierse violist en uilleann pipes-speler. Hij is afkomstig van een travellersfamilie en was paardenhandelaar van beroep. Zijn vrouw was ook muzikaal en  speelde melodeon (trekzak) en de vijfsnarige banjo. Hij woonde met zijn familie in de omgeving van Dublin, Ierland. Hun zoon Finbar Furey was jarenlang de leadzanger en uillean pipes-speler van de The Fureys samen met zijn broers Eddie Furey, Paul Furey en George Furey. In 1958 speelden Finbar en Eddie samen met hun vader in O'Donoghue's Bar in Dublin. 

## Discografie
Ted Furey is te horen op:
- Ted Furey, Toss the Feather - 1969 (met Brendan Byrne)
- Irish Folk Music - 1972
- Irish Folk Festival, Live - 1974
- The 2nd Irish Folk Festival on Tour
- The Furey Family - 1977